# 리턴 투 센더
《리턴 투 센더》(영어: Return to Sender)는 2016년 미국의 심리 스릴러 영화이다. 레바논 출신의 푸아드 미카티 감독이 연출했으며, 로저먼드 파이크, 닉 놀티, 샤일로 퍼낸데즈 등이 출연하였다.

## 출연진
- 로저먼드 파이크 - 미란다 웰스 역
- 샤일로 퍼낸데즈 - 윌리엄 핀 역
- 닉 놀티 - 미첼 웰스 역
- 캐머런 맨하임 - 낸시 역
- 루머 윌리스 - 달린 역
- 일리아나 더글러스 - 주디 역
- 빌리 슬로터 - 케빈 역
- 스카우트 테일러콤프턴 - 크리스털 역
- 라이언 필리피 - UPS 배달부 역